# Prezimiti u Riju (2002.)
Prezimiti u Riju, hrvatski dugometražni film iz 2002. godine.